# Katastrofa lotu Partnair 394
Katastrofa lotu Partnair 394, wydarzyła się 8 września 1989. Convair 580 (nr rej. LN-PAA) należący do norweskich czarterowych linii lotniczych Partnair, lecący z Oslo do Hamburga, runął do wody. W katastrofie zginęło 55 osób (50 pasażerów i 5 członków załogi) – wszyscy na pokładzie.

## Samolot
Convair 580 (LN-PAA) został wyprodukowany w 1953. Z biegiem lat maszyna wielokrotnie zmieniała właścicieli i nosiła różne numery rejestracyjne: N73128, N5120, N51207, HR-SAX, N9012J, N770PR i C-GKFT. Linie Partnair zakupiły samolot od kanadyjskich linii lotniczych w 1986 roku.
W maszynie od 6 do 8 września występowały awarie z lewym zasilaczem systemu. Generator został zastąpiony, ale awaria pozostała. Na lot do Hamburga zdecydowano wykorzystać awaryjny generator APU, jako lewy zasilacz systemu.

## Przebieg lotu
Maszyna miała wystartować o godzinie 15:00, ale ze względu na CAA Norway i firmę gastronomiczną, która musiała dostarczyć posiłki dla pasażerów, lot opóźnił się. Maszyna wystartowała z godzinnym opóźnieniem o godzinie 16:00. 
Samolot wznosił się na wysokość 18 tysięcy stóp (ok. 5,5 km), gdy kontroler lotów z Oslo poinformował pilotów o silnym, bocznym wietrze z zachodu. Kontrola lotu zaproponowała zmienić kurs. Wkrótce kontrola w Oslo kazała się skontaktować z Danią, gdyż samolot opuszczał strefę Norwegii. Kontrola lotu z Danii, kazała pilotom wznieść się na wysokość 22 tysięcy stóp (ok. 6,7 km). O godz. 16:38 kontrola skontaktowała się po raz ostatni z lotem Partnair 394. Piloci krótko przed lotem nurkowym zobaczyli przelatujący myśliwiec F-16. Nagle w tylnej części maszyny coś zaczęło potrząsać statecznik pionowy, co spowodowało trzepotanie ogona, maszyna gwałtownie skręciła w lewo i wpadła w lot nurkowy.  
O godzinie 16:38 samolot z impetem wpadł do wody. Z 55 osób na pokładzie nikt nie ocalał.

## Ofiary katastrofy
Ofiarami katastrofy byli pracownicy norweskiego przedsiębiorstwa morskiego Wilhelmsen Lines, którzy lecieli do Hamburga w celu przyłączenia nowego statku do floty.

## Przyczyny
12 lutego 1993 śledczy badający przyczyny katastrofy, orzekli, że przyczyną katastrofy było użycie nieatestowanych śrub w połączeniu statecznika pionowego z kadłubem. Śruby te miały około 60% wytrzymałości w stosunku do oryginalnych. Rejestrator parametrów lotu zapisał drgania, które ustały po wizycie w Kanadzie, gdzie maszyna przechodziła przegląd (tam mechanik wymienił jedną śrubę na oryginalną). Następnie po upływie pewnego czasu drgania powróciły ze zwielokrotnioną siłą i podczas feralnego lotu zostały dodatkowo spotęgowane rezonansem. Skutkiem tego było odpadnięcie statecznika i rozpadnięcie się samolotu. Szacowano wpływ manewru mijania z samolotem F-16, lecz gdyby miał on mieć jakieś znaczenie, to musiałby minąć samolot w odległości kilku metrów.

## Partnair
Linie lotnicze Partnair były norweskimi czarterowymi liniami lotniczymi działającymi w latach 1968–1989. Flotę linii stanowiły: Beechcraft King Air, Convair 440 i Convair 580. Przed katastrofą firma miała poważne kłopoty finansowe i krótko po katastrofie zbankrutowała.